# Berrac
Berrac település Franciaországban, Gers megyében. Lakosainak száma 114 fő (2022. január 1.). Berrac Larroque-Engalin, Pouy-Roquelaure, La Romieu, Saint-Martin-de-Goyne és Saint-Mézard községekkel határos.

## Népesség
A település népességének változása:
| Lakosok száma | 128  | 90   | 101  | 88   | 102  | 98   | 103  | 111  | 112  | 114  |
|               | 1968 | 1982 | 1990 | 2006 | 2013 | 2015 | 2017 | 2019 | 2020 | 2022 |